# Burgruine Aufenstein
Die Burgruine Aufenstein ist der Rest einer Höhenburg auf einem vorspringenden Hügel in der Gemeinde Navis am Eingang des Navistales im Bezirk Innsbruck-Land von Tirol.

## Geschichte
Die Herren von Auffenstein werden 1234 erstmals erwähnt. Diese waren Ministerialen der Grafen von Tirol. Der Name der Aufensteiner (auch Uvenstein) leitet sich von Auff, der mittelalterlichen Bezeichnung von Uhu, ab; entsprechend findet sich im Wappen der Herren von Aufenstein sowie ebenfalls im heutigen Ortswappen von Navis auch ein Uhu. Die Aufensteiner übten auch die niedere Gerichtsbarkeit aus. Eine Urkunde des Stiftes Wilten aus dem Jahre 1274 nennt einen Hainricus, miles de Ovenstein als Richter. Konrad III. von Aufenstein war 1292 an der Niederschlagung eines Kärntner Adelsaufstandes gegen Graf Meinhard II. von Tirol beteiligt. Als Belohnung wurde ihm das Marschallamt in Kärnten übertragen und 1304 wurde er sogar Landeshauptmann von Kärnten. Heinrich II. von Aufenstein soll 1327 den Schwur gemacht haben, Königen und Kaisern und allen, die nach Italien ziehen, die Straßen freizuhalten. Konrad von Aufenstein, der nach dem Tode seines Bruders Heinrich III. auch die tirolischen Besitzungen geerbt hatte, vermittelte Kärnten 1335 beim Aussterben der Grafen von Tirol in männlicher Linie an Österreich. Das konnte der Tiroler Landesherrin Margarete Maultasch nicht gefallen und so wurde die Burg Aufenstein belagert und erobert und kam 1335 als Lehen an Heinrich von Rottenburg. Die Burg wurde 1336 im Zuge eines weiteren Aufstandes gegen die Herzöge Albrecht III. und Leopold III. nach einer langen Belagerung durch den Burggrafen von Tirol, Volkmar von Burgstall, eingenommen. Die Tiroler Besitzungen der Aufensteiner wurden eingezogen und landesfürstlich verwaltet. 1342 wurde Engelmar von Villanders mit Aufenstein belehnt, 1349 verpfändete der Landesfürst die Burg an die Herren von Katzenstein. Die Burg geriet daraufhin in Verfall. Das Geschlecht der Auffensteiner starb Ende des 14. Jahrhunderts aus.

Die letzte Erwähnung einer Auffensteinerin ist auf einem Bildstock in Puig bei Steinach zu sehen. Dieser enthält die Inschrift von 1468: 

„Anno MCCCCLXVIII am Sanct Lucersentag ist die nobl edel gebohrne Frau Affra v. Villanders Witib zu Aufenstein geb. Trautsonin bei die Brugen mit dem Pferd gefallen und gestorben. Der Gott gnedig sey.“

## Burg Aufenstein heute

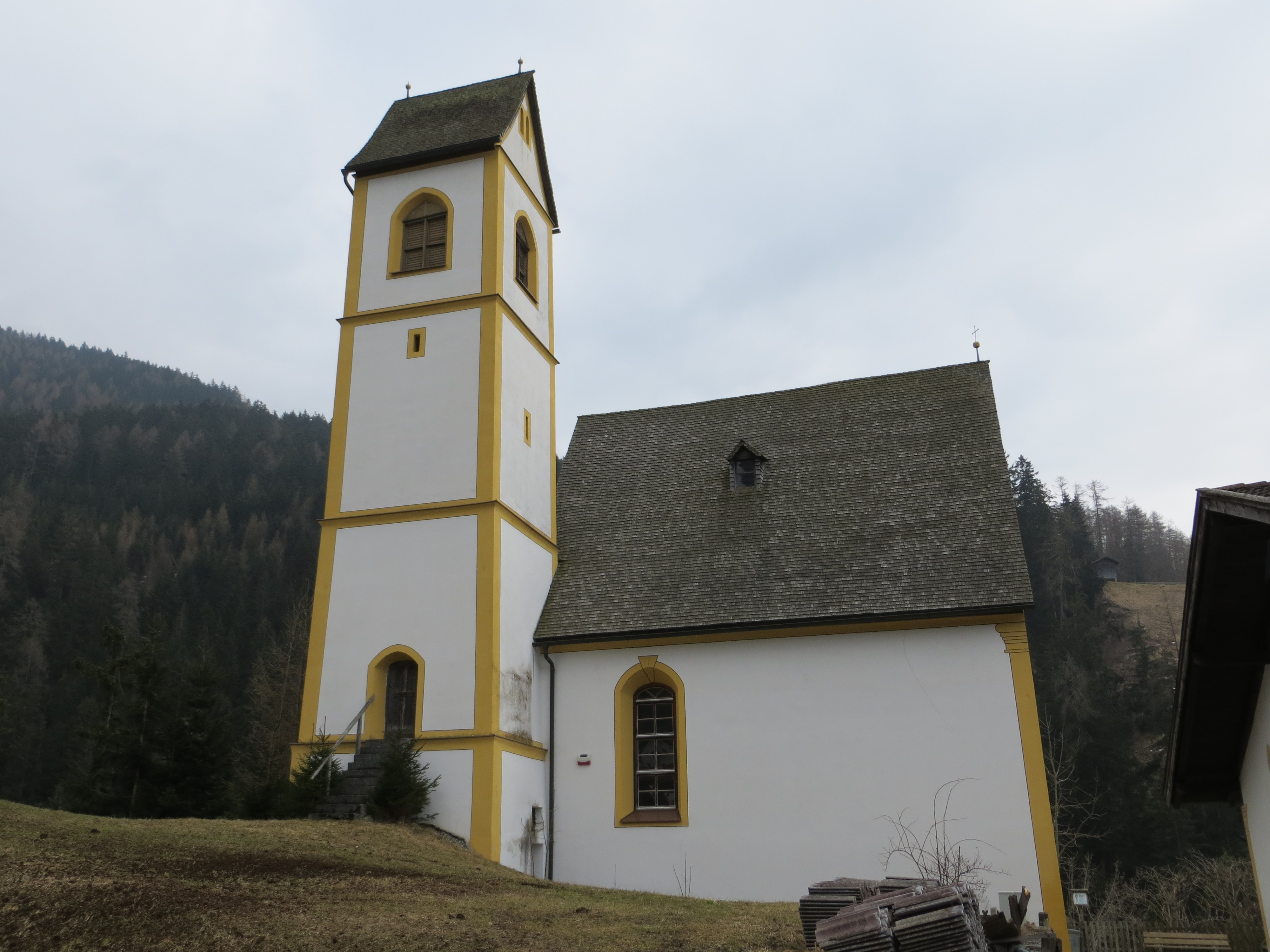
Filialkirche hl. Katharina in Navis

Aus den Resten der Burg wurde 1475 die Filialkirche zur hl. Katharina erbaut. Diese wurde an die 1308 (nach anderen Quellen 1331) geweihte, zweistöckige und heute rekonstruierte Burgkapelle angebaut. Die Burgkapelle wurde im 19. Jahrhundert als Schulgebäude genutzt. 1909 fielen einer Lehrerin Fresken hinter einer Schutzmauer auf. Als 1953 in der Nähe ein neues Schulgebäude für Außernavis errichtet wurde, konnte die Restaurierung der Burgkapelle in Angriff genommen werden; aber erst 1983 wurde ein Renovierungsausschuss gegründet, der die entsprechenden Maßnahmen einleitete.
Die Mauerstärke der Burgkapelle beträgt im untersten Geschoß zwei Meter und nimmt dann nach oben bis auf 1,25 m ab. Der äußerlich schmucklose Bau ist aus Bruchsteinen errichtet, wobei die Kanten vorwiegend aus querverlegten länglichen Tuff-Quadern bestehen. Der rechteckige Kapellenraum selbst weist eine Länge von 8 m und eine Breite von 5 m auf. In diesem sind bedeutende frühgotische Fresken mit Darstellungen des hl. Christophorus, der hl. Katharina, einer Schutzmantelmadonna, der hl. Ursula, der Hl. Drei Könige, des Pfingstwunders, des Gastmahls des Pharisäers Simon und anderen Themen (Triumph des Todes, menschliche Laster, höfischer Reigen) vorhanden. Die Malereien sind im zweiten Viertel des 14. Jahrhunderts nach der Übernahme der Burg durch die Herren von Villanders entstanden. Die Fensteröffnungen im Obergeschoß sind mit spitzbogigen Gewänden und einer äußeren Tuffeinfassung ausgestattet. Die Fenster in den Altarnischen des Obergeschoßes haben noch alte Verglasungen mit Butzenscheiben aus dem 15. Jahrhundert.
Geringe Mauerreste der Burg sind ebenfalls noch erhalten. Am Waldesrand außerhalb des Kirchenbaues ist das isolierte Bruchstück einer begrenzenden Stützmauer zu erkennen. In der südlichen Gartenmauer des jetzigen neben der Kirche liegenden Vogelsberger Hofes ist südwärts ein Teil des alten Schlossgemäuers erkennbar. Im Norden dürfte ehemals ein Halsgraben bestanden haben, der heute noch als Bodenmulde zu erahnen ist.
Jetziger Eigentümer der beiden Kirchen ist die Pfarre Matrei am Brenner.